# Opius stieglmayri
Opius stieglmayri är en stekelart som beskrevs av Fischer 1963. Opius stieglmayri ingår i släktet Opius och familjen bracksteklar. Inga underarter finns listade i Catalogue of Life.